# Tyskland i olympiska vinterspelen 1998
Tyskland deltog i olympiska vinterspelen 1998 i Nagano, Japan. Totalt vann de 12 guld, 9 silver och 8 bronsmedaljer.

## Medaljer

### Guld
- Alpin skidåkning
  - Störtlopp damer: Katja Seizinger
  - Kombination damer: Katja Seizinger
  - Slalom damer: Katja Seizinger
- Bob
  - Fyrmanna: Christoph Langen, Markus Zimmermann, Olaf Hampel, Marco Jakobs
- Hastighetsåkning på skridskor
  - 3 000 m damer: Gunda Niemann-Stirnemann
  - 5 000 m damer: Claudia Pechstein
- Rodel
  - Singel herrar: Georg Hackl
  - Singel damer: Silke Kraushaar
  - Dobbel herrar: Stefan Krauße, Jan Behrendt
- Snowboard
  - Halfpipe damer: Nicola Thost
- Skidskytte
  - Stafett herrar: Ricco Groß, Peter Sendel, Frank Luck, Sven Fischer
  - Stafett damer: Uschi Disl, Martina Zellner-Seidl, Katrin Apel, Petra Behle

### Silver
- Alpin skidåkning
  - Kombination damer: Martina Ertl
- Backhoppning
  - Lag herrar: Sven Hannawald, Martin Schmitt, Hansjörg Jäkle, Dieter Thoma
- Freestyle
  - Puckelpist damer: Tatjana Mittermayer
- Hastighetsåkning på skridskor
  - 3 000 m damer: Claudia Pechstein
  - 5 000 m damer: Gunda Niemann-Stirnemann
- Rodel
  - Singel damer: Barbara Niedernhuber
- Snowboard
  - Storslalom damer: Heidi Renoth
- Skidskytte
  - Sprint damer: Uschi Disl

### Brons
- Alpin skidåkning
  - Kombination damer: Hilde Gerg
  - Storslalom damer: Katja Seizinger
- Bob
  - Tvåmanna: Christoph Langen, Markus Zimmermann
- Hastighetsåkning på skridskor
  - 3 000 m damer: Anni Friesinger
- Konståkning
  - Paråkning: Mandy Wötzel, Ingo Steuer
- Skidskytte
  - Sprint damer: Katrin Apel
  - 15 km damer: Uschi Disl